# Kangavar
Kangavar este un oraș din Iran.